# Éder Citadin Martins
Éder Citadin Martins (Lauro Müller, 15 november 1986) - alias Éder  - is een (genaturaliseerd) Italiaans voetballer die doorgaans als aanvaller speelt. Hij verruilde Internazionale in juli 2018 voor Jiangsu Suning. Éder debuteerde in 2015 in het Italiaans voetbalelftal.

## Interlandcarrière
Bondscoach Antonio Conte selecteerde Éder op 21 maart 2015 voor het nationaal elftal voor de EK-kwalificatiewedstrijd tegen Bulgarije op 28 maart en voor de vriendschappelijke wedstrijd tegen Engeland op 31 maart in Turijn. Éder maakte zijn daadwerkelijke debuut in het Italiaans voetbalelftal in de interland tegen Bulgarije, door in de 58ste minuut Simone Zaza te vervangen; in de 84ste minuut was hij direct trefzeker (eindstand 2–2). In aanloop naar de twee wedstrijden had de Italiaanse voetbalbond kritiek ontvangen van onder meer oud-trainer van Manchester City Roberto Mancini, die meende dat alleen in Italië geboren voetballers voor het land zouden mogen uitkomen. Éder vertrok pas op zestienjarige leeftijd naar Italië. Op 23 mei 2016 werd hij opgenomen in de selectie voor het Europees kampioenschap voetbal 2016 in Frankrijk. Italië werd in de kwartfinale na strafschoppen uitgeschakeld door Duitsland.

## Erelijst
Individueel
- Topscorer Serie B

2009/10 (27 doelpunten)